# Avatha expectans
Avatha expectans är en fjärilsart som beskrevs av Walker 1858. Avatha expectans ingår i släktet Avatha och familjen nattflyn. Inga underarter finns listade i Catalogue of Life.